# Skulpturensammlung

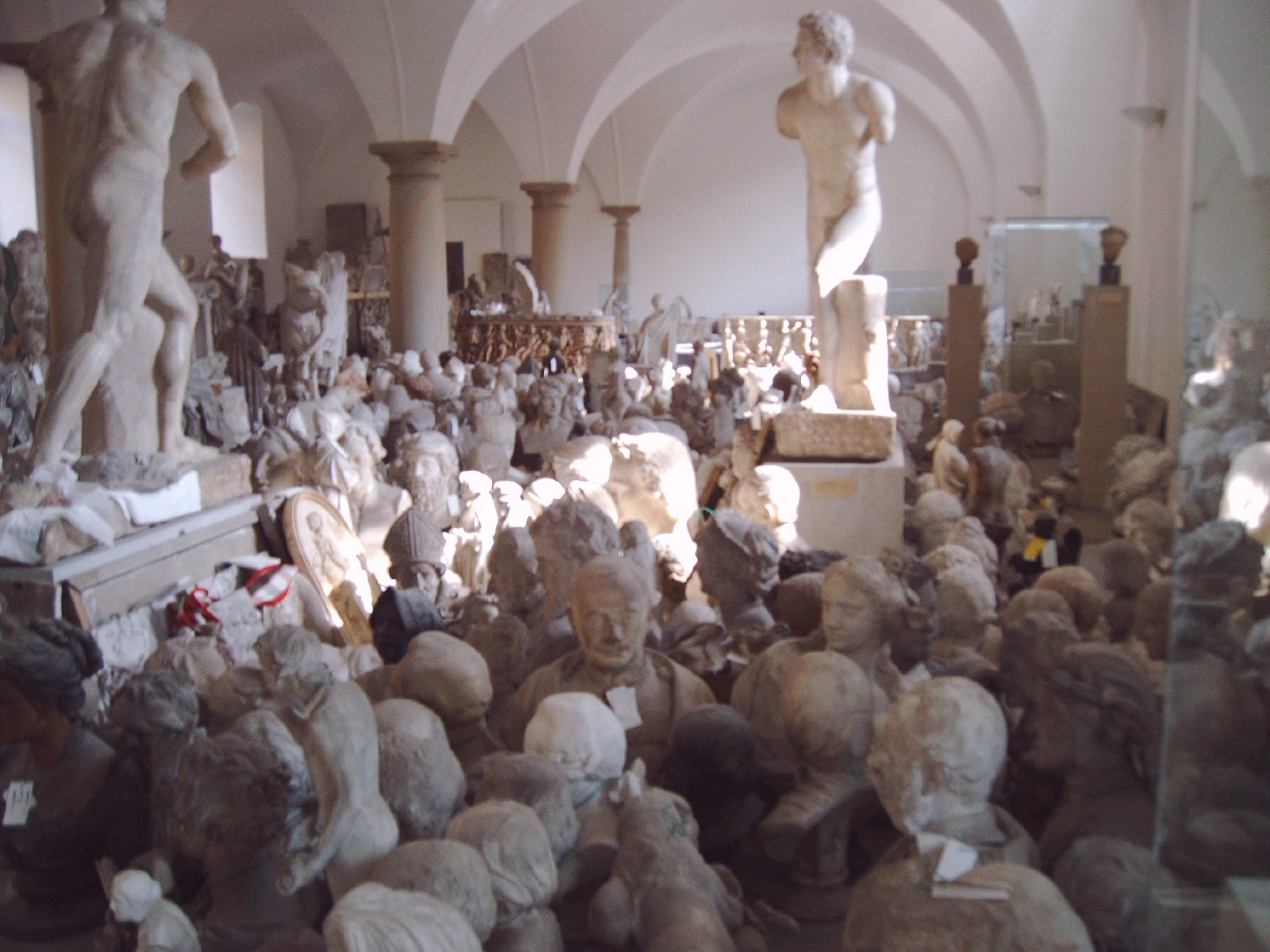

La Skulpturensammlung (Collection de Sculptures) est un musée situé dans l'Albertinum, à Dresde, Allemagne. Il fait partie du complexe des Collections nationales de Dresde.

## Histoire de la collection
La naissance de la collection remonte à 1560, mais elle faisait alors partie du tout appelé Kunstkammer (Cabinet d'art) du Château de la Résidence. Et c'est sous Auguste le Fort que fut officiellement fondée la "Collection de sculptures antiques et modernes".
En 1729, à la suite de l'acquisition d'Antiquités romaines, la collection fut déplacée au Palais situé au centre du Grand Jardin de Dresde. Elle comportait déjà des œuvres contemporaines. Puis elle fut abritée au Palais japonais en 1786 avant de trouver en 1889 sa place définitive dans l'Albertinum, rénové à cette fin, sous la direction du célèbre archéologue Georg Treu (en).
La collection fut réquisitionnée par l'armée rouge à la fin de la Seconde Guerre mondiale mais fut rendue dix ans après. Elle se trouve toujours dans l'Albertinum, rouvert en 2010 après des travaux gigantesques.

## La collection
Dans la collection de sculptures, l’art moderne commence par les œuvres des sculpteurs français Auguste Rodin (1840-1917) et Edgar Degas (magnifique sculpture d'une petite danseuse), suivies de l’art moderne classique et de la sculpture de l’après-guerre contemporain. Y sont exposées entre autres des œuvres de Max Klinger et de Wilhelm Lehmbruck, connu pour son grand intérêt pour les œuvres de Rodin, ainsi que des œuvres de Georg Kolbe et de Hans Blumenthal.
On y retrouve aussi l’art de RDA, entre autres à travers les œuvres de Fritz Cremer, Hermann Glöckner, Peter Makolies et Wieland Förster. Les évolutions en Occident sont représentées par des œuvres d’Emil Cimiotti et d’Anthony Caro.
Une installation sculpture-vidéo-son de Stephan von Huene dépasse les frontières traditionnelles des arts plastiques.

## La collection de sculptures antiques
La prestigieuse collection de sculptures antiques ne sera bientôt plus exposée dans l’Albertinum ; elle trouvera sa place dans la salle est du Semperbau, qui abrite actuellement la collection de la Rüstkammer. C'est là que Semper avait prévu d'abriter les sculptures antiques. Pour le moment, elle se trouve répartie dans différentes ailes du musée, notamment le "Schaudepot" du hall d'entrée.

## Sources
- Dossier de presse distribué lors de l'inauguration de l'albertinum par les Collections Nationales de Dresde.
- Das Neue Albertinum, Kunst von der Romatink bis zur Gegenwart, Deutscher Kunstverlag, 2010
- Astrid Nielsen, « Exposer la sculpture dans l’Albertinum de Dresde : passé, présent et futur », Les cahiers de l'École du Louvre, no 8,‎ 2016 (lire en ligne).